# USS Ringgold (DD-89)
«Рінгголд» (англ. USS Ringgold (DD-89) — військовий корабель, ескадрений міноносець типу «Вікс» військово-морських сил США за часів Другої світової війни.
«Рінгголд» був закладений 20 жовтня 1917 року на верфі Union Iron Works у Сан-Франциско, де 14 квітня 1918 року корабель був спущений на воду. 14 листопада 1918 року він увійшов до складу ВМС США.

## Історія служби

### 1940
Американський есмінець «Рінгголд» після введення до американського флоту перебував у складі сил Атлантичного флоту. 17 червня 1922 року виведений до резерву, де перебував протягом 18 років. «Рінгголд» був переданий за угодою «есмінці в обмін на бази» Королівському флоту Великої Британії. Згідно з цим договором США передавали британцям 50 есмінців зі свого резерву за умови 99-річної оренди британських військових баз у Західній півкулі. 26 листопада 1940 року переданий Королівському британському флоту, де його перейменували на «Ньюарк».

### 1941
1 жовтня 1941 року «Ньюарк» увійшов до складу близького ескорту конвою WS 12, що супроводжували 24 транспортні судна при проходженні Північно-Західними підходами. До складу ескорту також входили авіаносець «Аргус», важкий крейсер «Девоншир», легкий крейсер типу «C» «Каїр», допоміжний мінний загороджувач «Агамемнон», допоміжний крейсер «Катай», есмінці «Ассінобойн», «Сикх», «Веріті», «Вітч», «Вайтхолл», «Бланкні», «Бедсворт», «Бредфорд», «Брайтон», «Сагне», «Ланкастер» та «Стенлі», що прикривали переміщення транспортного конвою до портів призначення.

### 1942
31 травня 1942 року під час патрулювання на південь від Ісландії «Ньюарк» ймовірно пошкодив німецький підводний човен і допомагав «Каслтону» в рятуванні вцілілих U-464 20 серпня 1942 року.